# Hirundo tahitica
La rondine del Pacifico o rondine di collina (Hirundo tahitica Gmelin, 1789) è un piccolo uccello passeraceo della famiglia delle rondini.

## Descrizione
Si tratta di una piccola rondine di 13 cm. Ha il dorso azzurro, le ali e la coda di colore più bruno, la faccia e la gola rosse e il ventre color cenere. Si differenzia dalla rondine dei fienili e dalla strettamente imparentata Hirundo neoxena per la coda più breve e meno forcuta.

## Biologia
La rondine del Pacifico costruisce un nido a forma di coppa, con pallottole di fango raccolte col becco, sotto scogliere o costruzioni umane, come edifici, ponti o gallerie. Il nido viene foderato con materiale più soffice e la covata varia tra le due e le tre uova, ma in Sri Lanka possono essere perfino quattro. Nel comportamento è simile agli altri insettivori aerei, come le altre rondini e i rondoni, con i quali non ha però alcuna parentela. È una veloce volatrice e si nutre di insetti, specialmente mosche, mentre è in volo.

## Distribuzione e habitat
Nidifica nelle regioni tropicali dell'Asia meridionale, dall'India meridionale e dallo Sri Lanka fino all'Asia sud-orientale e alle isole del Pacifico meridionale. Esclusi alcuni spostamenti stagionali locali, si tratta di una specie stanziale. Questo uccello vive lungo le coste, ma si sta diffondendo notevolmente verso le foreste dell'interno.